# Johann Baptist Reiter

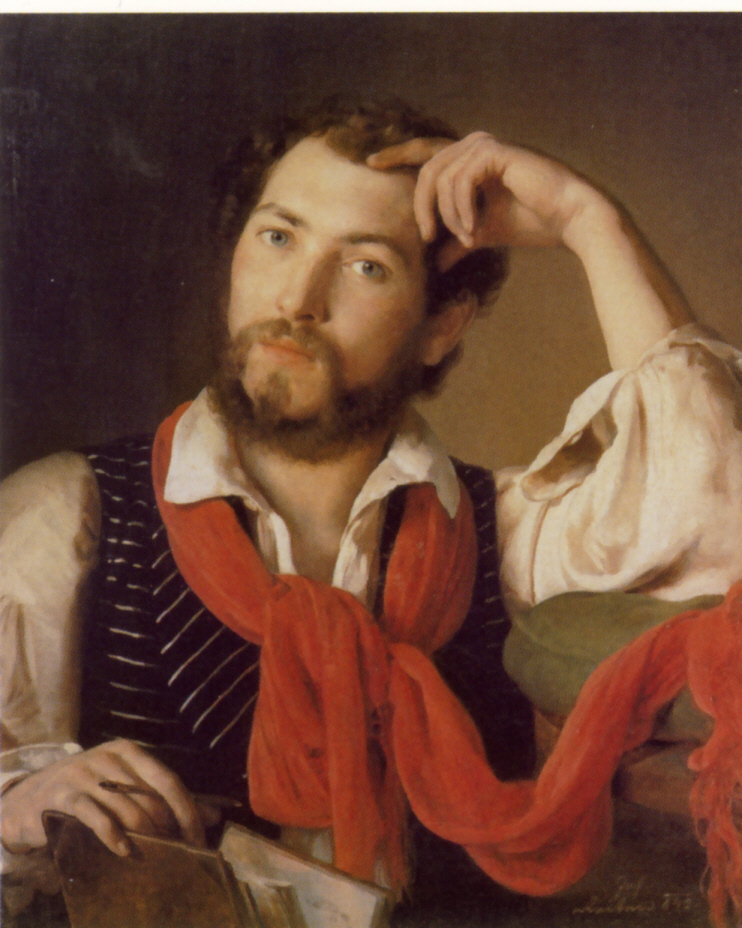
Selbstbildnis

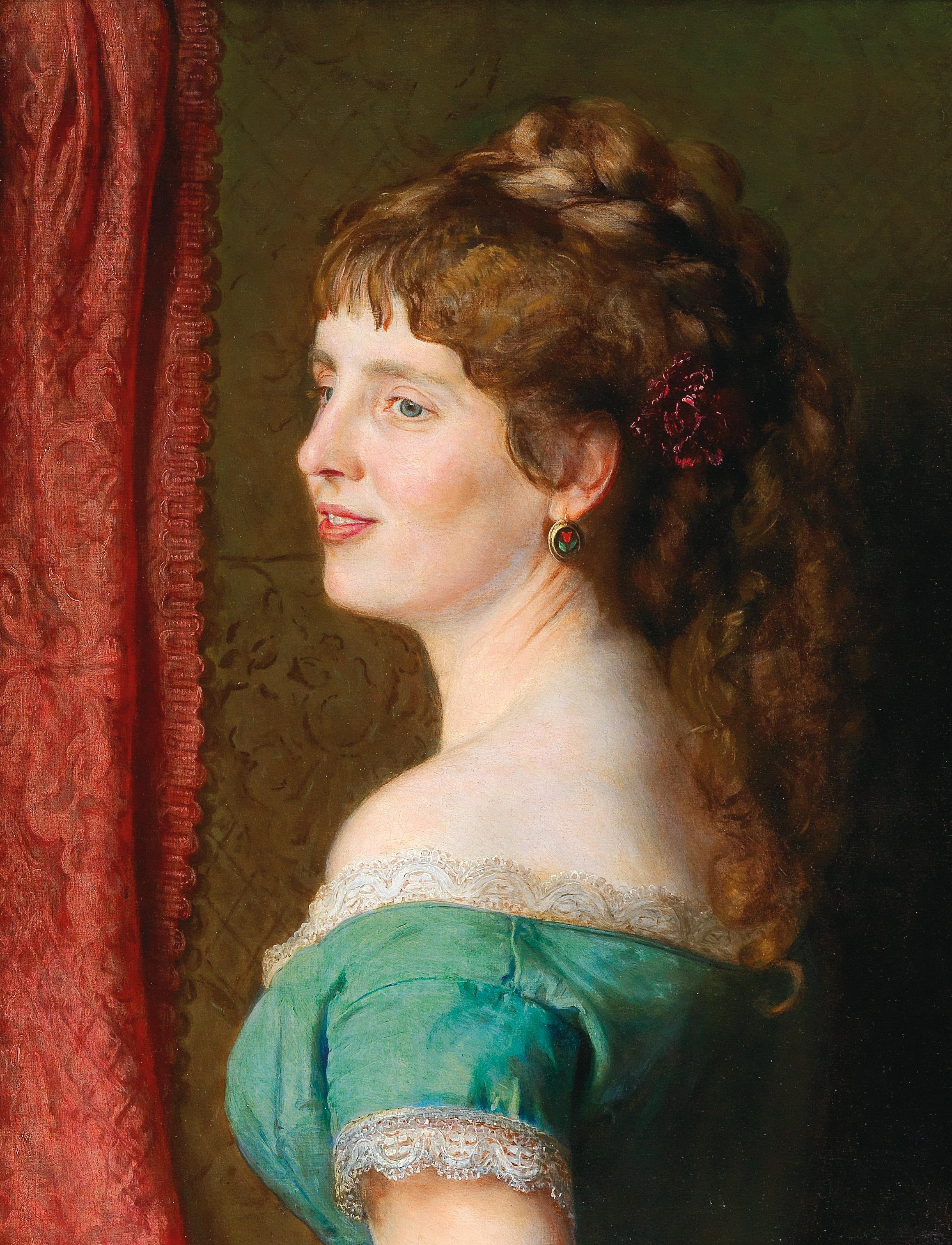
Porträt der zweiten Ehefrau Anna Josefa Theresia Brajer (Brayer) (1873)

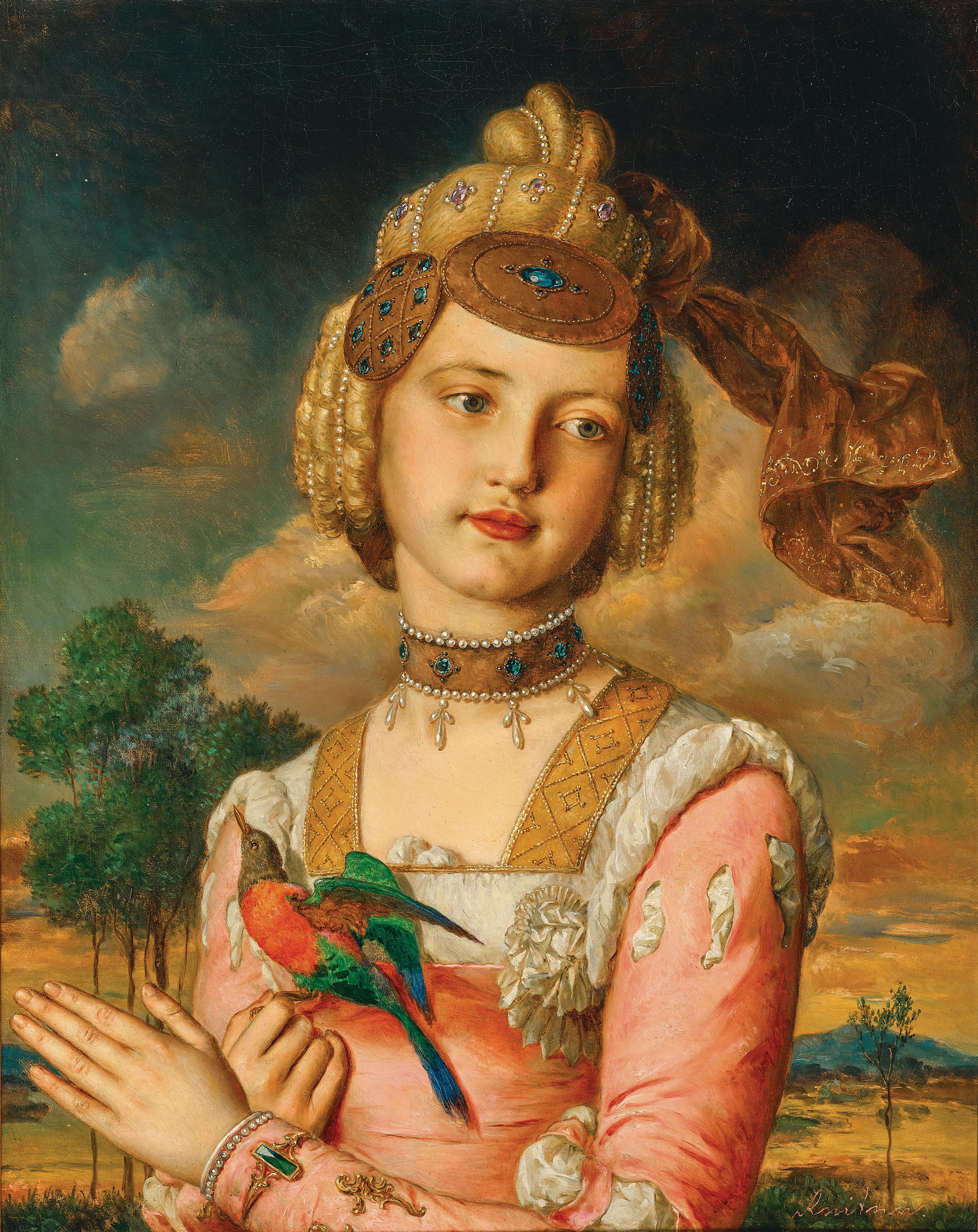
Porträt der Tochter Alexandrine als Edelfräulein (um 1877/78)

Johann Baptist Reiter (* 28. Mai 1813 in Urfahr, heute Linz, Oberösterreich; † 10. Januar 1890 in Wien) war ein österreichischer Porträt- und Genremaler.

## Leben
Johann Baptist Reiter war der Sohn eines Tischlermeisters. Im väterlichen Betrieb absolvierte er eine dreijährige Lehre in Linz, nach der er dort “Firmaschilder in Lebensgröße nach Kupferstichen – eben so Schilder für Greisler und Schnittwaren Händler” anfertigte. Seine erste Ausbildung dürfte er durch den in Linz tätigen Maler Franz Xaver Bobleter erhalten haben. Durch den Kunsthändler Josef Hafner angeregt, ging Reiter gemeinsam mit seinem Freund Leopold Zinnögger nach Wien, mit dem er zusammen wohnte und an der Wiener Akademie studierte. Beide besuchten zunächst die Graveurschule. Die Lehrer Reiters waren nach eigenen Angaben Anton Petter, Joseph Redl und Johann Nepomuk Ender. Starken Einfluss hatte auch Leopold Kupelwieser, der ihn unterstützte und ihm frühe Porträtaufträge verschaffte. Eine gelegentlich tradierte Tätigkeit als Porzellanmaler ist nicht belegbar.
Über Vermittlung von Leopold Kupelwieser wurde Reiter zwischen 1834 und 1837 ein Stipendium der Oberösterreichischen Landstände gewährt. Ab dieser Zeit beteiligte er sich auch an Ausstellungen und gewann 1836 den Lampi-Preis für Modellzeichnen. 1839 heiratete er die Linzerin Maria Anna Hofstötter. Seit etwa 1842 hatte er mit seinen Gemälden zunehmenden Erfolg und verdiente gut. Dass er in Wien ein großes Haus mit vierspänniger Equipage und einem Mohren als Diener führte, ist aber Legende. 1848 sympathisierte er mit den Revolutionären und porträtierte sich und seine Frau als Schanzarbeiter. Später trennte sich das Paar, und Reiter lernte spätestens 1853 die aus Zruč in Böhmen stammende, 23 Jahre jüngere Näherin Anna Josefa Theresia Brayer, kennen, die ihm Lieblingsmodell und Geliebte wurde. Er hatte mit ihr 1862 den Sohn Moritz und 1864 die Tochter Alexandrine (Lexi), doch konnte er Anna erst nach dem Tod seiner ersten Frau 1866 heiraten. Zwischen 1850 und 1870 stellte Reiter regelmäßig im Österreichischen Kunstverein aus. Nachdem seine heiß geliebte Tochter Lexi 1883 an Lungenentzündung gestorben war, gab er die Malerei fast vollständig auf.

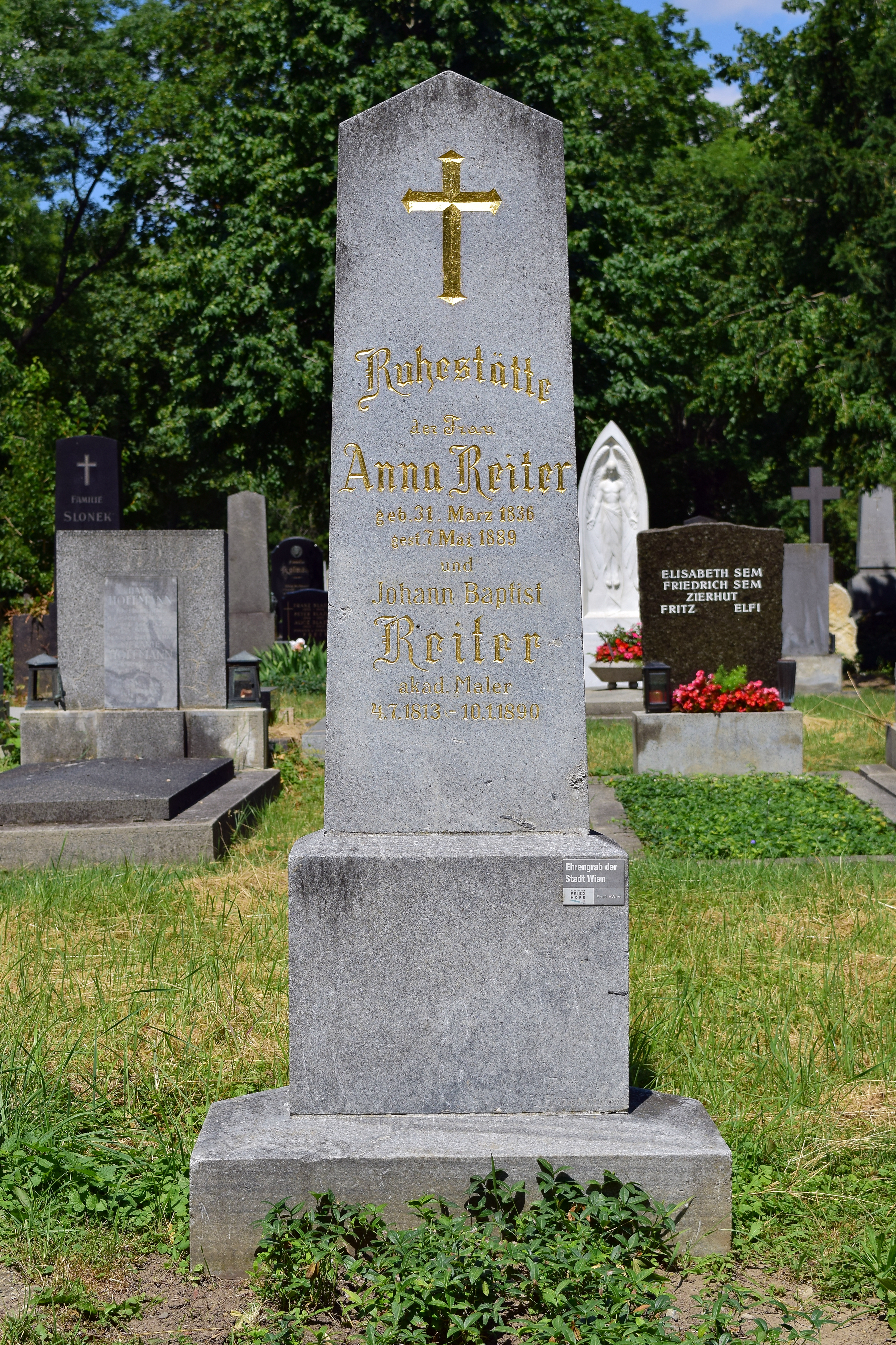
Ehrenhalber gewidmetes Grab auf dem Wiener Zentralfriedhof

Er starb ein Jahr später als seine zweite Gattin und wurde in einem ehrenhalber gewidmeten Grab auf dem Wiener Zentralfriedhof (Gruppe 41 D, Reihe 11, Nr. 5) begraben. Sein Geburtshaus in Urfahr (Im Tal 12) wurde 2007 abgerissen, das Reiter-Haus an der Oberen Donaulände in Linz musste bereits 1962 dem Römerberg-Tunnel weichen, Das Sterbehaus in Wien, Rechte Wienzeile 15 ist hingegen unverändert erhalten, trägt aber keine Gedenktafel.

## Leistung
Johann Baptist Reiter wurde künstlerisch vor allem von Johann Peter Krafft, Leopold Kupelwieser und Ferdinand Georg Waldmüller beeinflusst, zu dem er in den 1840er Jahren zunehmend in Konkurrenz trat. Nachdem er sich anfangs mit Altarbildern und religiösen Historienbildern versucht hatte, wandte er sich der realistischen Porträt- und Genremalerei zu. Das Studium der Niederländer des 17. Jahrhunderts verhalf ihm zu einer ausgefeilten Technik. Mit seinen lebensnahen Bildnissen und Genrebildern aus dem Leben der einfachen Leute und Arbeiter fand Reiter schließlich sein ihm gemäßes Fach, das ihn zu einem der erfolgreichsten Biedermeiermaler in Wien machte. Höhepunkte seines Schaffens sind seine lebendigen Kinderdarstellungen, aber auch die Bildnisse außergewöhnlicher Frauen wie der Schriftstellerin und Frauenrechtlerin Louise Aston. Auch in seinem Spätwerk hielt er an einem Realismus fest, der gelegentlich an jenen Gustave Courbets heranreicht. Dies gilt insbesondere für sein verschollenes Hauptwerk, die Landpartie, in dem er – ohne nachweislich in Frankreich gewesen zu sein – den Franzosen sehr nahe kommt. Unter den Spätwerken erreichen insbesondere einige seelenvolle Porträts überregionale Bedeutung, darunter jenes des Geologen Ami Boué sowie mehrere Selbstbildnisse.

## Werke

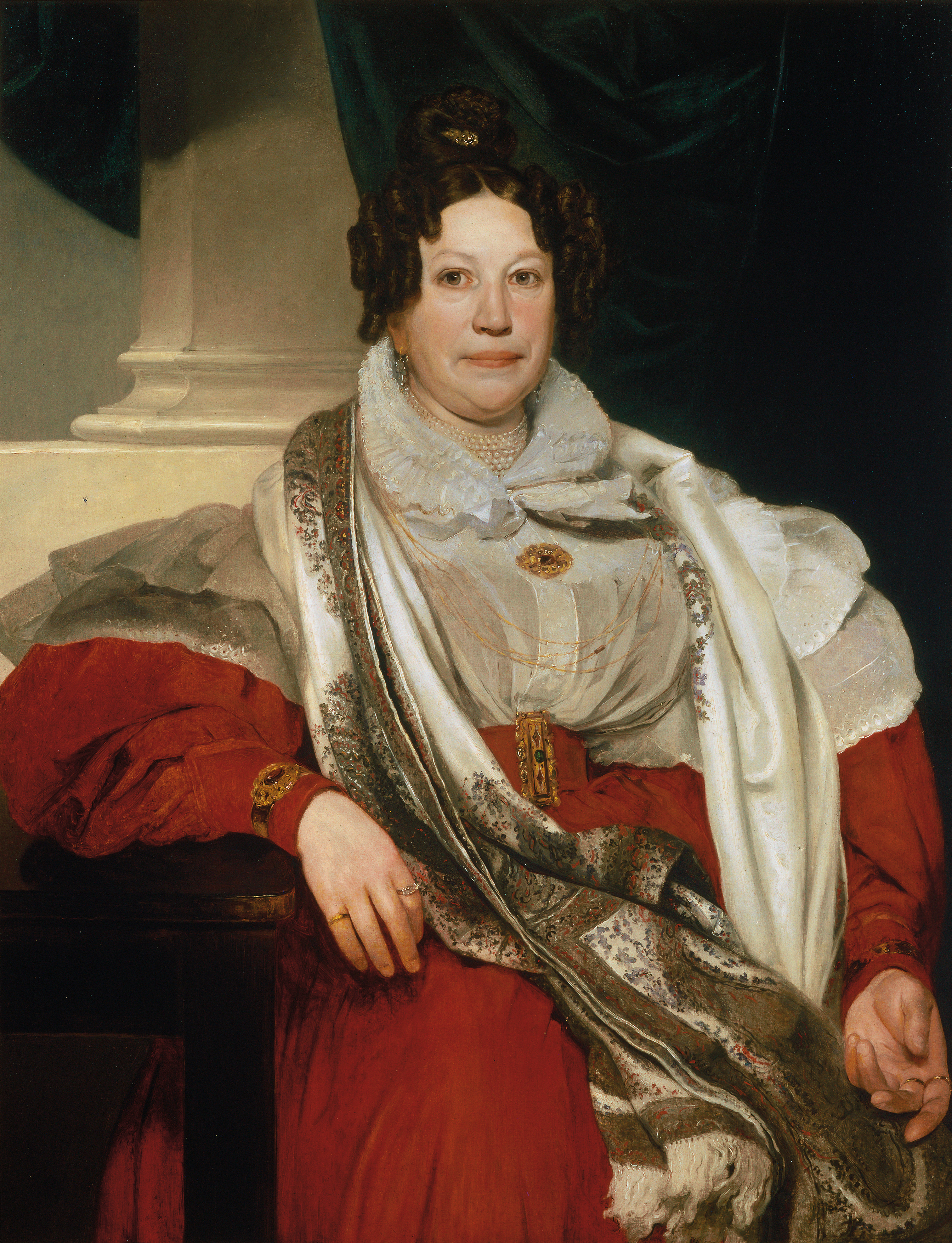
Die Gastwirtin Barbara Meyer (1836; Belvedere, Wien)

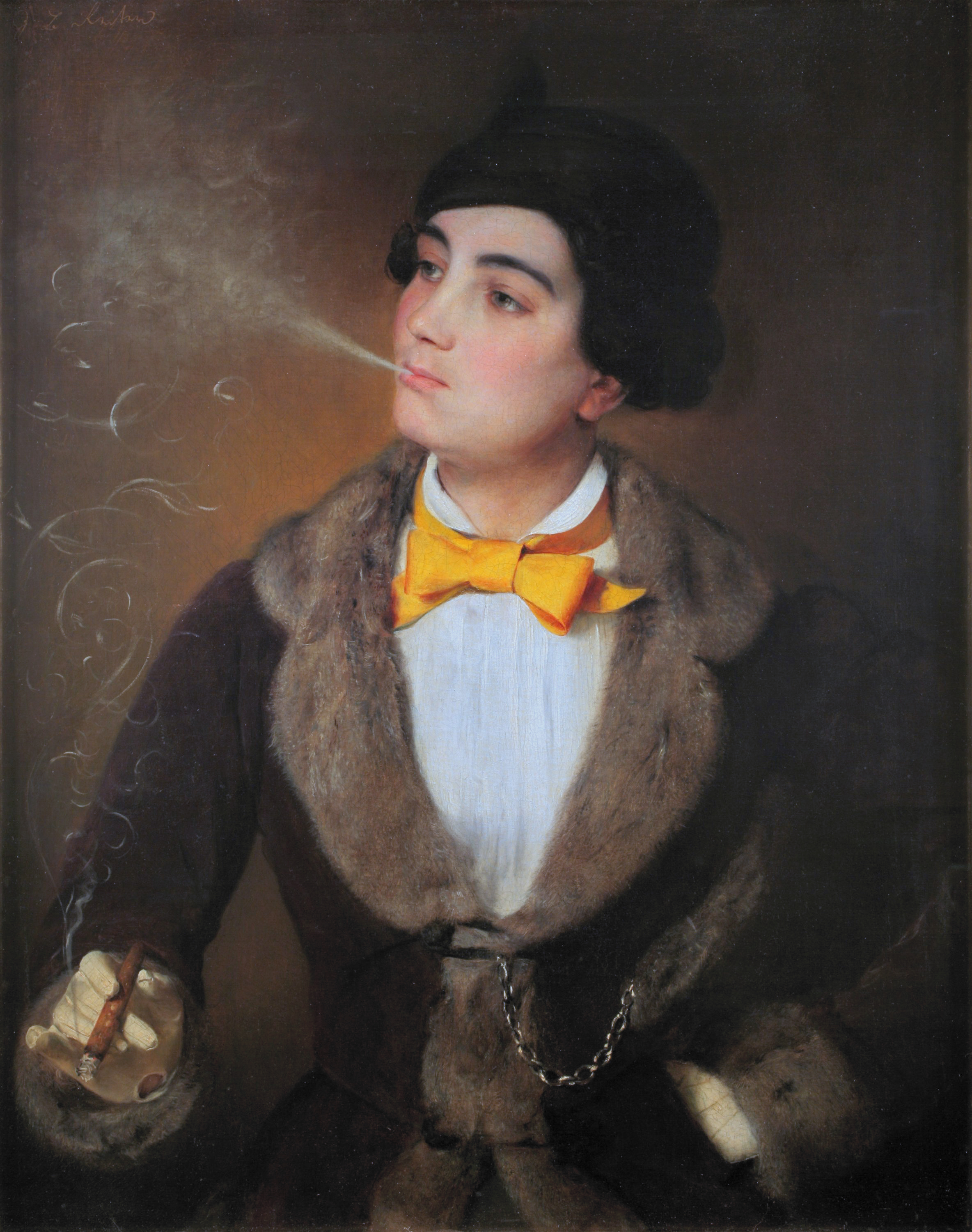
Bildnis Louise Aston/„Die Emanzipierte“ (Oberösterreichisches Landesmuseum)

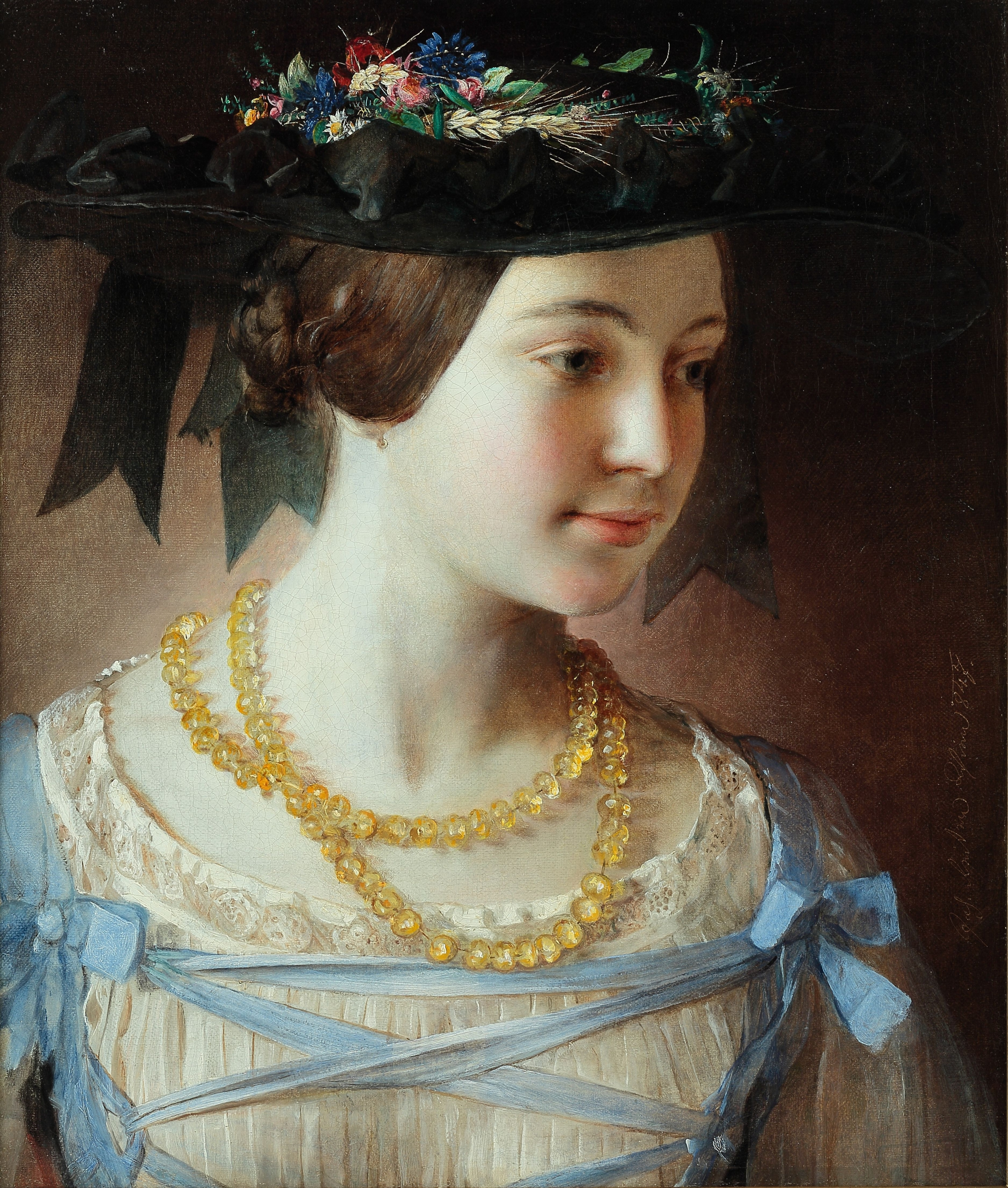
Mädchen mit Bernsteinkette (1847)

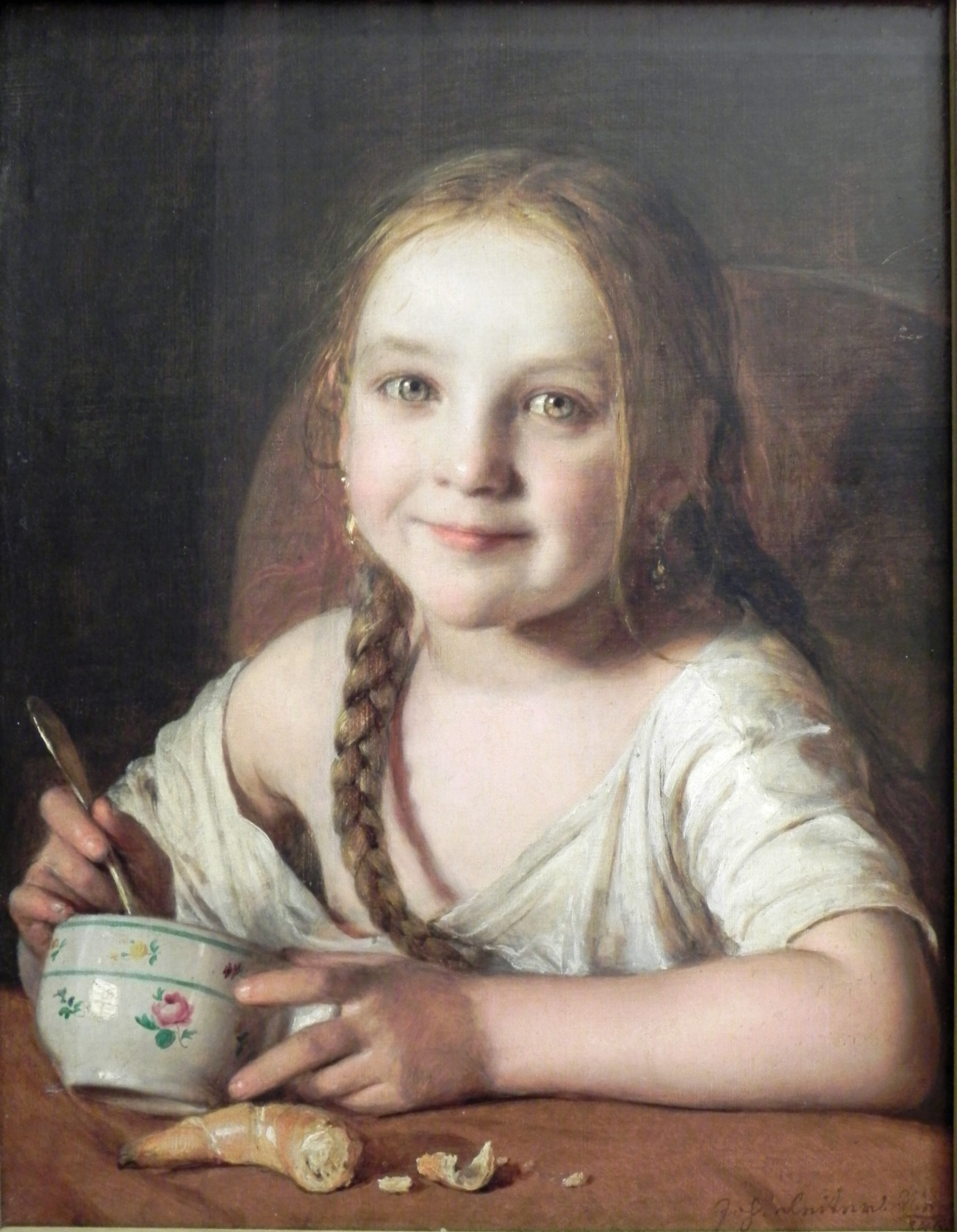
Mädchen am Frühstückstisch

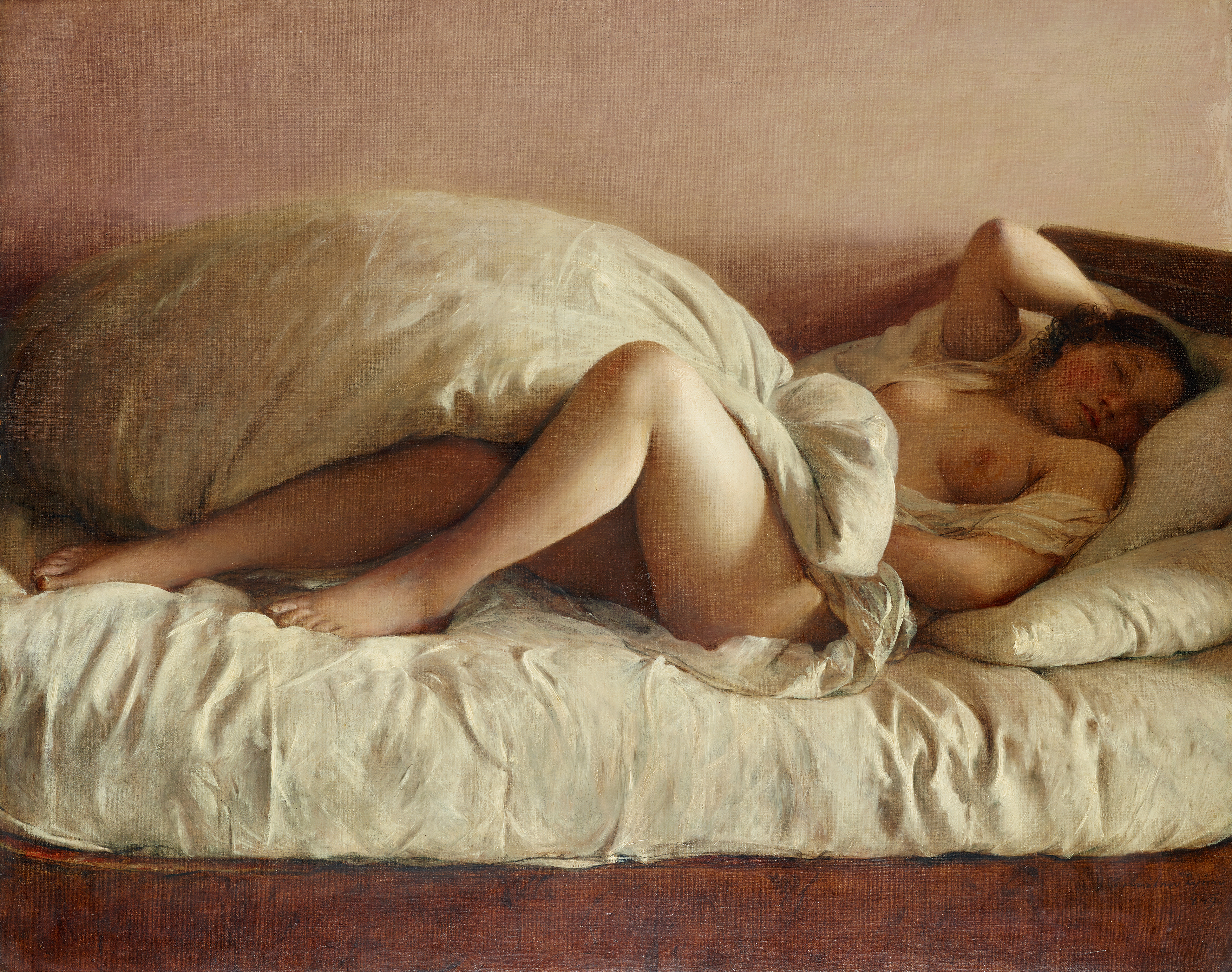
Schlummernde Frau, 1849, Belvedere, Wien

- Selbstbildnis vor der Staffelei,  (Wien, Wien Museum), um 1834/35, Öl auf Leinwand
- Anbetung der Hirten und Kreuzigung Christi (Seitenaltarbilder der Wallfahrtskirche Maria Scharten), 1835, Öl auf Leinwand
- Die Gastwirtin Barbara Meyer (Wien, Österreichische Galerie Belvedere), 1836, Öl auf Leinwand, 109×85 cm
- Die fleißige Tischlerfamilie (Linz, Lentos Kunstmuseum, Inv. Nr. 790), 1837 (?), Öl auf Leinwand, 55,5×44,6 cm
- Kaiser Ferdinand der Gütige, nach Leopold Kupelwieser (Wien, Bildarchiv der Österreichischen Nationalbibliothek, Porträtsammlung)
- Bildnis der Familie Schegar (Linz, Stadtmuseum Nordico), 1842, Öl auf Leinwand
- Selbstbildnis mit rotem Schal (Linz, Oberösterreichisches Landesmuseum), 1842, Öl auf Leinwand
- Bei der Toilette (Unbekannter Besitz), 1842, Öl auf Leinwand
- Die polnische Braut (Linz, Oberösterreichisches Landesmuseum), 1844. Öl auf Leinwand
- Die Schwestern Heinrich (Linz, Stadtmuseum Nordico), 1845, Öl auf Leinwand
- Der Cazike Matinao stellt seine Schwester dem Don Luis vor (Privatbesitz), 1845, Öl auf Leinwand
- Eine slawische Zwiebelhändlerin (Die Zwiebelkroatin, große Version mit Kind), (Privatbesitz), 1846, Öl auf Leinwand
- Eine slawische Zwiebelhändlerin (Die Zwiebelkroatin, kleine Version), (Linz, Oberösterreichisches Landesmuseum), 1846, Öl auf Leinwand
- Beim Wäschebügeln (Unbekannter Besitz), 1846, Öl auf Leinwand
- Die zernagte Puppe (Privatbesitz), 1846, Öl auf Leinwand
- Mädchen am Frühstückstisch, (Niedersächsisches Landesmuseum Hannover), 1846, Öl auf Leinwand
- Der junge Postillion (Salzburg, Residenzgalerie), 1846, Öl auf Leinwand
- Das frische Hemd  (Wien, Österreichische Galerie Belvedere),1847, Öl auf Leinwand
- Der Schusterlehrjunge (Linz, Stadtmuseum Nordico), 1847, Öl auf Leinwand
- Der Rastelbilder (Unbekannter Besitz), 1847, Öl auf Leinwand
- Mädchen mit Hund (Unbekannter Besitz), 1847, Öl auf Leinwand
- Betrachtung im Negligé (Wien, Österreichische Galerie Belvedere), 1847, Öl auf Leinwand, 54,5×41 cm
- Bildnis Louise Aston („Die Emanzipierte“), (Linz, Oberösterreichisches Landesmuseum), 1847 (?), Öl auf Leinwand
- Kinder beim Soldatenspiel (Schweinfurt, Museum Georg Schäfer), 1848, Öl auf Leinwand
- Erdarbeiter (Selbstbildnis) und Erdarbeiterin (Budapest, Szépmüvészeti Múzeum, Legat Michael Erny), 1848, Öl auf Leinwand
- Die Landpartie (verschollenes Hauptwerk), 1848 (?), Öl auf Leinwand
- Die Nudelesserin (Wien, Leopold Museum, Inv. Nr. 4718), 1849, Öl auf Leinwand, 61,2×52,4 cm
- Schlummernde Frau  (Wien, Österreichische Galerie Belvedere), 1849, Öl auf Leinwand
- Badende Mädchen (Unbekannter Besitz), 1849 (?), Öl auf Leinwand
- Aurora (Privatbesitz), 1849, Öl auf Leinwand
- Adam und Eva (Linz, Stadtmuseum Nordico), 1849, Öl auf Leinwand
- Beim Mühlefahren (Wien, Wien Museum), 1849, Öl auf Leinwand
- Die kleine Juwelenhändlerin (Budapest, Szépmüvészeti Múzeum), 1850, Öl auf Leinwand
- Mit Kirschen spielende Kinder (Privatbesitz), 1850, Öl auf Leinwand
- Beim Aufstehen (Privatbesitz), 1850, Öl auf Leinwand
- Bildnis Paul von Löwenstein (Linz, Stadtmuseum Nordico), um 1850, Öl auf Leinwand
- Lustiges Mädchen (Linz, Stadtmuseum Nordico), um 1850, Öl auf Leinwand
- Spielendes Mädchen (Bratislava, Slovenská národná galéria, SNG)
- Bildnis General Anton Freiherr von Puchner (Privatbesitz). 1853, Öl auf Leinwand
- Müller (Selbstbildnis) und Müllerin (Unbekannter Besitz), 1853, Öl auf Holz (ehemalige Ladenschilder ?)
- Mädchen mit Einkaufskorb (Salzburg, Residenzgalerie), um 1853/55, Öl auf Leinwand
- Die Erwartung (Linz, Stadtmuseum Nordico), um 1853/55, Öl auf Leinwand
- Kinder beim Dodospiel, (Linz, Oberösterreichisches Landesmuseum), 1853. Öl auf Leinwand
- Das Bitten Lernen, (Linz, Oberösterreichisches Landesmuseum, Dauerleihgabe der Österreichische Galerie Belvedere), um 1853, Öl auf Leinwand
- Familie Weber (Privatbesitz), um 1857/58, Öl auf Leinwand
- Die Eitelkeit (Linz, Oberösterreichisches Landesmuseum, wird an die Erben von Malvine Stern restituiert), 1858 (?), Öl auf Leinwand
- Lesender Knabe (Wien, Österreichische Galerie Belvedere), um 1860, Öl auf Leinwand
- Knabe mit Katze, (Linz, Oberösterreichisches Landesmuseum, Schenkung Walther Kastner), um 1860. Öl auf Leinwand
- Flötenspieler (Privatbesitz), Öl auf Leinwand, 30×25 cm
- Das Frühstück in der Küche (Die Kaffeeköchin), (Wien, Österreichische Galerie Belvedere), um 1861, Öl auf Leinwand, 36,3×26 cm
- Weggelegtes Kind, (Privatbesitz), 1863 ?, Öl auf Leinwand
- Die Familie des Kunsthändlers Eduard Hirschler (Wien, Wien Museum), 1867, Öl auf Leinwand
- Mutter mit Kind (Privatbesitz), Öl auf Leinwand, 76×78,5 cm
- Mädchen mit Ball (Linz, Oberösterreichisches Landesmuseum), Öl auf Leinwand
- Kinder mit Kastanien (Privatbesitz, als Dauerleihgabe im Oberösterreichischen Landesmuseum), Öl auf Leinwand
- Die Kellnerin (Privatbesitz Soest), ausgest. Kunstverein, Wien 1869, Öl auf Leinwand, 81×94 cm
- Die Taubenhändlerin (Linz, Lentos Kunstmuseum), 1872, Öl auf Leinwand
- Selbstbildnis im 60. Jahr (Wien, Österreichische Galerie Belvedere), Öl auf Leinwand
- Die Apfelschälerin (Linz, Oberösterreichisches Landesmuseum), um 1875, Öl auf Leinwand
- Dr. Ami Boué, (Linz,  Oberösterreichisches Landesmuseum, Dauerleihgabe der Österreichische Galerie Belvedere), 1878, Öl auf Leinwand
- Selbstbildnis mit 66 Jahren (Linz,  Oberösterreichisches Landesmuseum, Sammlung Pierer), 1879, Öl auf Leinwand
- Selbstbildnis (Linz, Stadtmuseum Nordico), um 1879, Öl auf Leinwand
- Lexi mit Weinlaub im Haar (die große Version verschollen, zahlreiche kleinere Versionen, u. a. Wien, Österreichische Galerie Belvedere und Linz, Oberösterreichisches Landesmuseum), um 1880, Öl auf Leinwand
- Bei der Wahrsagerin (Linz,  Oberösterreichisches Landesmuseum), um 1885, Öl auf Leinwand

## Ausstellungen
Vom 12. Juni bis 3. November 2013 fanden zum Jubiläum seines 200. Geburtstages im Schlossmuseum Linz und im Nordico in Linz die bisher umfassendsten Retrospektiven statt. Die beiden Ausstellungen wurden gemeinsam konzipiert und ergänzten einander. In den Sammlungen des Oberösterreichischen Landesmuseums und der Museen der Stadt Linz (Nordico und Lentos) befinden sich rund 170 Werke des Künstlers. Die von Lothar Schultes, Elisabeth Nowak-Thaller und Kathrin Hausberger kuratierten Ausstellungen wurden durch Leihgaben aus dem Belvedere, dem Wien Museum, dem Leopold Museum, dem Museum of Fine Arts Budapest sowie weiteren Privatsammlungen und Galerien aus dem In- und Ausland ergänzt. Ausstellungsarchitekt war Thomas Pauli.